# Championnats du monde de ski acrobatique 2023
Navigation
2021 Idre Fjäll-Almaty-Aspen 2025 Engadine
La 19e édition des championnats du monde de ski acrobatique se déroule du 19 février au 5 mars à Bakuriani en Géorgie. Ils sont organisés conjointement avec les championnats du monde de snowboard 2023, comme c'est le cas depuis 2013.
Une nouvelle épreuve est ajoutée au programme : le ski cross par équipes mixtes.

## Programme
|  | Qualification |  | Course |

| Horaire local (UTC +4) |

| Epreuve ↓ / Date → |         |                     |         |         |         |         |         |         |                           |         |      |         |      |                           |         |         |         |
| D                  | L       | M                   | M       | J       | V       | S       | D       | L       | M                         | M       | J    | V       | S    | D                         |         |         |         |
| 19                 | 20      | 21                  | 22      | 23      | 24      | 25      | 26      | 27      | 28                        | 1er     | 2    | 3       | 4    | 5                         |         |         |         |
| Février            | Février | Février             | Février | Février | Février | Février | Février | Février | Février                   | Mars    | Mars | Mars    | Mars | Mars                      |         |         |         |
|                    |         |                     |         |         |         |         |         |         |                           |         |      |         |      |                           |         |         |         |
| B O S E S          | Hommes  | Bosses simples      |         |         |         |         |         |         | 11 h 45                   |         |      |         |      |                           |         |         |         |
| B O S E S          | Hommes  | Bosses simples      | 10 h 00 |         |         |         |         |         |                           |         |      |         |      |                           |         |         |         |
| B O S E S          | Hommes  | Bosses en parallèle |         |         |         |         |         |         |                           | 12 h 00 |      |         |      |                           |         |         |         |
| B O S E S          | Hommes  | Bosses en parallèle | 14 h 30 |         |         |         |         |         |                           |         |      |         |      |                           |         |         |         |
| B O S E S          | Femmes  | Bosses simples      |         |         |         |         |         |         | 09 h 30                   |         |      |         |      |                           |         |         |         |
| B O S E S          | Femmes  | Bosses simples      | 11 h 45 |         |         |         |         |         |                           |         |      |         |      |                           |         |         |         |
| B O S E S          | Femmes  | Bosses en parallèle |         |         |         |         |         |         |                           | 12 h 00 |      |         |      |                           |         |         |         |
| B O S E S          | Femmes  | Bosses en parallèle | 14 h 30 |         |         |         |         |         |                           |         |      |         |      |                           |         |         |         |
|                    |         |                     |         |         |         |         |         |         |                           |         |      |         |      |                           |         |         |         |
| S A U T            | Hommes  | Saut individuel     |         |         | 14 h 45 | 14 h 00 |         |         |                           |         |      |         |      |                           |         |         |         |
| S A U T            | Femmes  | Saut individuel     |         |         | 11 h 00 | 14 h 00 |         |         |                           |         |      |         |      |                           |         |         |         |
| S A U T            | Mixte   | Par équipe          | 14 h 30 |         |         |         |         |         |                           |         |      |         |      |                           |         |         |         |
|                    |         |                     |         |         |         |         |         |         |                           |         |      |         |      |                           |         |         |         |
| C R O S            | Hommes  | Individuel          |         |         |         |         | 13 h 30 | 14 h 00 |                           |         |      |         |      |                           |         |         |         |
| C R O S            | Femmes  | Individuel          |         |         |         |         | 13 h 30 | 14 h 00 |                           |         |      |         |      |                           |         |         |         |
| C R O S            | Mixte   | Par équipe          |         |         |         |         |         |         | 12 h 00                   |         |      |         |      |                           |         |         |         |
|                    |         |                     |         |         |         |         |         |         |                           |         |      |         |      |                           |         |         |         |
| P A R K & P I P E  | Hommes  | Big Air             |         |         |         |         |         |         |                           |         |      |         |      |                           | 09 h 30 |         | 10 h 00 |
| P A R K & P I P E  | Hommes  | Halfpipe            |         |         |         |         |         |         |                           |         |      |         |      | 12 h 30 (S1) 15 h 30 (S2) |         | 10 h 00 |         |
| P A R K & P I P E  | Hommes  | Slopestyle          |         |         |         |         |         |         | 10 h 00 (S1) 14 h 00 (S2) |         |      | 10 h 00 |      |                           |         |         |         |
| P A R K & P I P E  | Femmes  | Big Air             |         |         |         |         |         |         |                           |         |      |         |      |                           | 09 h 30 |         | 10 h 00 |
| P A R K & P I P E  | Femmes  | Halfpipe            |         |         |         |         |         |         |                           |         |      |         |      | 09 h 30                   |         | 10 h 00 |         |
| P A R K & P I P E  | Femmes  | Slopestyle          |         |         |         |         |         |         |                           | 14 h 00 |      | 10 h 00 |      |                           |         |         |         |
|                    |         |                     |         |         |         |         |         |         |                           |         |      |         |      |                           |         |         |         |

Certaines épreuves sont reportées en raison du vent :

| - Saut - Qualifications H : reporté au 23 à 10h00 - Finales : reporté au 23 à 12h30 - Ski cross - Qualifications : reporté au 24 à 14h00 - Finales : reporté au 25 à 12h00 puis au 26 à 10h30 - Par équipe : reporté au 26 à 14h00 | - Freeski Slopestyle - Qualifications H : reporté au 26 à 10h30 puis à 14h00 - Qualifications F : reporté au 27 à 10h00 - Freeski Halfpipe - Qualifications F : reporté au 1er à 13h15 - Qualifications H : reporté au 1er à 14h15 - Freeski Big Air - Finales : avancé au 4 à 12h15 |

## Tableau des médailles
| Rang  | Pays        |    |    |    |    |
| ----- | ----------- | -- | -- | -- | -- |
| 1     | États-Unis  | 3  | 3  | 1  | 7  |
| 2     | Canada      | 3  | 2  | 2  | 7  |
| 2     | France      | 3  | -  | -  | 3  |
| 4     | Suède       | 2  | 1  | 2  | 5  |
| 5     | Suisse      | 2  | -  | 2  | 4  |
| 6     | Norvège     | 1  | 2  | 2  | 5  |
| 7     | Chine       | 1  | 1  | 1  | 3  |
| 8     | Italie      | 1  | -  | 1  | 2  |
| 9     | Autriche    | -  | 2  | 2  | 4  |
| 10    | Australie   | -  | 2  | 1  | 3  |
| 11    | Allemagne   | -  | 1  | -  | 1  |
| 11    | Finlande    | -  | 1  | -  | 1  |
| 11    | Royaume-Uni | -  | 1  | -  | 1  |
| 14    | Ukraine     | -  | -  | 2  | 2  |
| Total | Total       | 16 | 16 | 16 | 48 |

## Podiums

### Sauts
Hommes
| Épreuve | Or       | Argent          | Bronze        |
| ------- | -------- | --------------- | ------------- |
| Saut    | Noé Roth | Quinn Dehlinger | Yang Longxiao |

Femmes
| Épreuve | Or         | Argent         | Bronze             |
| ------- | ---------- | -------------- | ------------------ |
| Saut    | Kong Fanyu | Danielle Scott | Anastasiya Novosad |

Mixte
| Épreuves         | Or                                                                 | Argent                                        | Bronze                                                              |
| ---------------- | ------------------------------------------------------------------ | --------------------------------------------- | ------------------------------------------------------------------- |
| Saut par équipes | États-Unis- Ashley Caldwell - Christopher Lillis - Quinn Dehlinger | Chine- Kong Fanyu - Li Tianma - Yang Longxiao | Ukraine- Anastasiya Novosad - Oleksandr Okipniuk - Dmytro Kotovskyi |

### Ski de bosses
Hommes
| Épreuves            | Or               | Argent          | Bronze          |
| ------------------- | ---------------- | --------------- | --------------- |
| Bosses simples      | Mikaël Kingsbury | Matt Graham     | Walter Wallberg |
| Bosses en Parallèle | Mikaël Kingsbury | Walter Wallberg | Matt Graham     |

Femmes
| Épreuves            | Or              | Argent      | Bronze         |
| ------------------- | --------------- | ----------- | -------------- |
| Bosses simples      | Perrine Laffont | Jaelin Kauf | Avital Carroll |
| Bosses en Parallèle | Perrine Laffont | Jaelin Kauf | Avital Carroll |

### Skicross
Hommes
| Épreuve   | Or               | Argent            | Bronze      |
| --------- | ---------------- | ----------------- | ----------- |
| Ski cross | Simone Deromedis | Florian Wilmsmann | Erik Mobärg |

Femmes
| Épreuve   | Or             | Argent       | Bronze      |
| --------- | -------------- | ------------ | ----------- |
| Ski cross | Sandra Näslund | Katrin Ofner | Fanny Smith |

Mixte
| Épreuve               | Or                                      | Argent                                      | Bronze                                    |
| --------------------- | --------------------------------------- | ------------------------------------------- | ----------------------------------------- |
| Ski cross par équipes | Suède I - David Mobärg - Sandra Näslund | Canada I - Reece Howden - Marielle Thompson | Italie I - Federico Tomasoni - Jole Galli |

### Freeski
Hommes
| Épreuves   | Or             | Argent             | Bronze         |
| ---------- | -------------- | ------------------ | -------------- |
| Big Air    | Troy Podmilsak | Lukas Müllauer     | Birk Ruud      |
| Half-Pipe  | Brendan MacKay | Jon Sallinen       | Alex Ferreira  |
| Slopestyle | Birk Ruud      | Christian Nummedal | Andri Ragettli |

Femmes
| Épreuves   | Or               | Argent       | Bronze         |
| ---------- | ---------------- | ------------ | -------------- |
| Big Air    | Tess Ledeux      | Sandra Eie   | Megan Oldham   |
| Half-Pipe  | Hanna Faulhaber  | Zoe Atkin    | Rachael Karker |
| Slopestyle | Mathilde Gremaud | Megan Oldham | Johanne Killi  |